# Gerhard Klarner
Gerhard Klarner (* 5. Februar 1927 in Leipzig; † 22. Januar 1990 in Wiesbaden) war ein deutscher Nachrichtensprecher.

## Leben
Gerhard Klarner absolvierte zunächst eine Ausbildung als Schauspieler und Regisseur. Er machte in Leipzig literarisches Kabarett und arbeitete ab 1946 als erster Sprecher beim Mitteldeutschen Rundfunk, der damals in Leipzig ansässig war. 1950 ging er zum NWDR nach Berlin und wechselte von dort vier Jahre später zum Sender Freies Berlin. 
Das neugegründete ZDF stellte Klarner als Nachrichtensprecher zum Beginn des Sendebetriebes am 1. April 1963 ein. Er war über 26 Jahre lang Nachrichtensprecher der heute-Sendung, zuerst aus dem Off, ab 1973 auch vor der Kamera. Er wurde zu einem der bekanntesten und populärsten Gesichter des ZDF. Sein Markenzeichen war nach dem Ende der Sendung das obligatorische Kugelschreiber-in-die-Anzugjacke-Stecken – dabei wurde der Stift aber tatsächlich in die Hemdtasche gesteckt. 
Einen berühmten Auftritt hatte Klarner 1981 in der Spielshow Dalli Dalli mit Hans Rosenthal, als er in einem der Spiele von einem Dreirad stürzte.
Der in Taunusstein beheimatete Klarner war ein Freund der US-amerikanischen Kultur, so liebte er den Jazz, das amerikanische Stadtleben und die amerikanische Literatur.
Ende der 1980er Jahre erkrankte Klarner an Leberkrebs. Am 6. September 1989 moderierte er zum letzten Mal die heute-Nachrichten und unterzog sich anschließend einer Behandlung. Zu der geplanten Rückkehr im Februar 1990 kam es nicht mehr. Klarner fiel ins Koma und starb am 22. Januar 1990, ohne das Bewusstsein wiedererlangt zu haben.